# گور سوجیان
گور سوجیان (ارمنی: Գոռ Սուջյան؛ انگلیسی: Gor Sujyan؛ زاده ۲۵ ژوئیه ۱۹۸۷) یک خواننده اهل ارمنستان است. او عضو گروه دوریانس است.